# Kinzang Dorji
Lyonpo Kinzang Dorji (nacido el 19 de febrero de 1951 en Chhali Gewog) es un dos veces ex primer ministro de Bután de 2002 a 2003 y nuevamente desde 2007 a 2008. Él es un miembro de la familia Dorji.

## Biografía
Dorji sirvió como primer ministro desde 14 de agosto de 2002 a 30 de agosto de 2003. Fue ministro de Obras Públicas y Asentamientos Humanos, antes de ser juramentado como nuevo primer ministro, a título provisional, el 2 de agosto de 2007. Esto siguió a la dimisión del primer ministro Khandu Wangchuk y otros ministros, que pretende presentarse a las 2008 las elecciones generales. Después de la elección, celebrada en marzo de 2008, Dorji fue sucedido por Jigme Thinley del 9 de abril de 2008.
| Predecesor: Khandu Wangchuk | Primer ministro de Bután 2002 - 2003 | Sucesor: Jigme Thinley |
| Predecesor: Khandu Wangchuk | Primer ministro de Bután 2007 - 2008 | Sucesor: Jigme Thinley |